# Promised Land (musikalbum av Queensrÿche)
Promised Land är det amerikanska progressiv metal-bandet Queensrÿches femte studioalbum. Albumet släpptes den 18 oktober 1994 av skivbolaget EMI.
Även om skivan vid sin utgivning inte blev en lika stor kommersiell framgång som Empire var fyra år tidigare, så räknas den alltjämt som ett progressivt mästerverk.
26 februari 1995 nådde världsturnén Stockholm och Cirkus, en konsert som innehöll teatraliska inslag.

## Låtförteckning
1. "9:28 AM" (Scott Rockenfield) – 5:35
2. "I Am I" (Chris DeGarmo, Geoff Tate) – 5:42
3. "Damaged" (DeGarmo, Tate) – 5:21
4. "Out of Mind" (DeGarmo) – 7:04
5. "Bridge" (DeGarmo) – 4:29
6. "Promised Land" (DeGarmo, Eddie Jackson, Rockenfield, Tate, Michael Wilton) – 5:24
7. "Disconnected" (Rockenfield, Tate) – 4:50
8. "Lady Jane" (DeGarmo) – 5:47
9. "My Global Mind" (DeGarmo, Rockenfield, Tate, Wilton) – 5:33
10. "One More Time" (DeGarmo, Tate) – 5:54
11. "Someone Else?" (DeGarmo, Tate) – 7:41

## Medverkande
Queensrÿche-medlemmar
- Geoff Tate – sång, saxofon, keyboard
- Chris DeGarmo – gitarr, sitar, piano, cello
- Michael Wilton – elgitarr, akustisk gitarr
- Eddie Jackson – basgitarr
- Scott Rockenfield – trummor

Produktion
- James Barton – producent, ljudmix
- Queensrÿche – producent
- Phil Brown – assisterande producent
- Tom Hall – ljudtekniker
- Eric Fischer – assisterande ljudtekniker
- Matt Gruber – assisterande ljudmix
- Stephen Marcussen – mastering
- Hugh Syme – omslagskonst